# Spectrunculus
Spectrunculus es un género de peces marinos actinopeterigios, distribuidos por el océano Atlántico y el océano Pacífico, en la zona abisal.

## Especies
Existen solamente dos especies reconocidas en este género:
- Spectrunculus crassus (Vaillant, 1888)
- Spectrunculus grandis (Günther, 1877)